# Brutal Opera
«Brutal Opera» es un sencillo de Iced Warm que está conformado por covers entre ellos están, Phantom of the Paris Opera (Cover de Andrew Lloyd Webber), Nemo (cover de Nightwish), Eraser (cover de Hypocrisy), y Serpent's Embrace (cover de Agathodaimon). Los cambios de que se hicieron en este sencillo fueron por ejemplo: El cambio de idioma en las canciones Phantom of the Paris Opera y Nemo que esta dos canciones fueron escritas en el idioma inglés y esta banda la tradujo al idioma Latín. También otros de los cambios hechos en esta son el cambio de riffs y rolas.

## Lista de canciones
|    | Título                       | Duración |
| -- | ---------------------------- | -------- |
| 1. | «Phantom of the Paris Opera» | 5:08     |
| 2. | «Nemo»                       | 5:25     |
| 3. | «Eraser»                     | 4:28     |
| 4. | «Serpent's Embrace»          | 4:09     |

- Datos: Q5734632